# Epiphyllum
Epiphyllum ("sobre la hoja" en griego) es un género de 19 especies de plantas epifitas en la familia de los cactus, nativos de Centroamérica. Sus nombres comunes incluyen cactus "orquídea", orquídea cacto y hoja cacto, aunque la última también se refiere al género Pereskia.

## Descripción
Los tallos son cuadrados con 1-5 cm ancho, 3-5 mm grueso. Las flores son grandes de 8-16 cm de diámetro, de color blanco a rojo y con numerosos pétalos. 
La fruta es comestible, similar a la pitahaya fruto del género cercano Hylocereus, aunque no tan grande, siendo sólo de 3-4 cm de longitud.
Existen miles de cultivares diferentes, con flores espectaculares. Son particularmente populares en el sur de California, donde hay asociaciones de aficionados que organizan exposiciones y eventos alrededor de estas plantas.

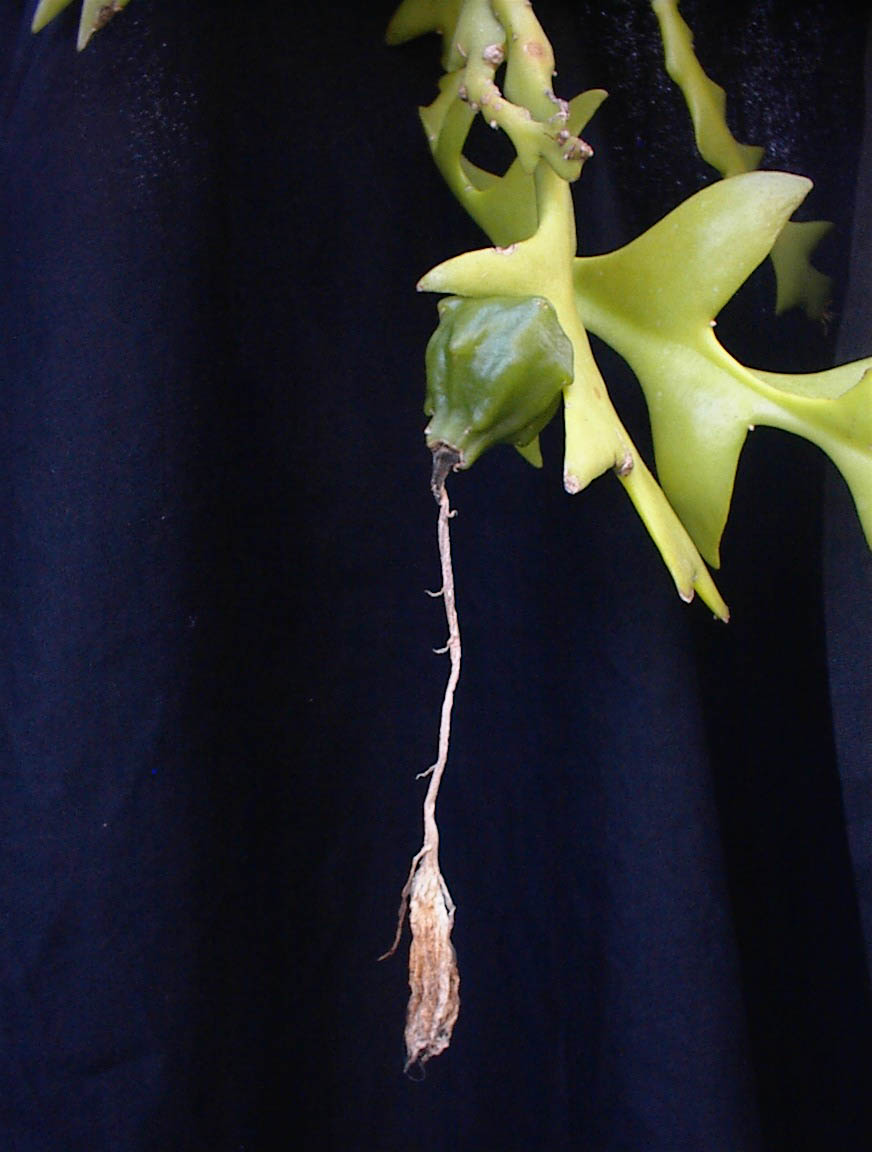
Fruto de Epiphyllum anguliger.

## Cultivo
Requieren un sustrato muy bien drenado (son plantas epifitas) y una buena luminosidad, aunque libre del sol directo. 
Hay tantas recetas de sustratos como cultivares. Una muy popular en California es 1/3 de turba, 1/3 de perlita y 1/3 de corteza triturada de pino.

No soportan heladas pronunciadas. Cuando las temperaturas se aproximen a 0 °C, hay que reducir los riegos al máximo.

Pueden reproducirse por esqueje (con el que obtendremos una copia exacta de la planta madre) o por semilla, que es un proceso lento en el que con los años obtendremos flores de muy diversos colores y formas.

## Taxonomía
El género fue descrito por Adrian Hardy Haworth y publicado en Synopsis plantarum succulentarum ... 197. 1812. La especie tipo es: Epiphyllum phyllanthus
Etimología
Epiphyllum: nombre genérico que deriva de las palabras griegas epi = "sobre" y phyllum = "hojas".

## Especies
- Epiphyllum anguliger
- Epiphyllum baueri
- Epiphyllum cartagense
- Epiphyllum columbiense
- Epiphyllum costaricense
- Epiphyllum crenatum
  - Epiphyllum crenatum var. crenatum
  - Epiphyllum crenatum var. kimnachii
- Epiphyllum grandilobum
- Epiphyllum guatemalense
- Epiphyllum hookeri
- Epiphyllum laui
- Epiphyllum lepidocarpum
- Epiphyllum oxypetalum
- Epiphyllum phyllanthus
- Epiphyllum pittieri
- Epiphyllum pumilum
- Epiphyllum rubrocoronatum
- Epiphyllum thomasianum